# Lazhar Hadj Aïssa
Lazhar Hadj Aïssa (Batna, 23 marzo 1984) è un calciatore algerino centrocampista dell'AB Merouana.